# Szugamata Tecuo
Szugamata Tecuo (Ucunomija, 1957. november 29. –) japán válogatott labdarúgó.

## Nemzeti válogatott
A japán válogatottban 23 mérkőzést játszott.

## Statisztika
| Japán válogatott | Japán válogatott | Japán válogatott |
| Időszak          | Mérk.            | gól              |
| ---------------- | ---------------- | ---------------- |
| 1978             | 1                | 0                |
| 1979             | 0                | 0                |
| 1980             | 7                | 0                |
| 1981             | 3                | 0                |
| 1982             | 6                | 0                |
| 1983             | 5                | 0                |
| 1984             | 1                | 0                |
| Összesen         | 23               | 0                |